# Bette Midler
Bette Davis Midler (født 1. december 1945) er en sangerinde, skuespillerinde og komiker, også kendt blandt sine fans – især i homomiljøet – som The Divine Miss M. Hun er blevet opkaldt efter skuespillerinden Bette Davis, selv om Davis udtalte sit navn i to stavelser, medens Midler bruger én.

## Biografi
Midler blev født i Honolulu på Hawaii d. 1. december 1945. Hun er af jødisk afstamning. Hun havde allerede tidligt store planer – hun studerede drama på University of Hawaii og tjente bl.a. penge i filmen Hawaii (udgivet i 1966), hvor hun som statist spillede en søsyg passager.
Efter studierne flyttede hun til New York City for at blive sceneskuespiller dér, og snart efter fik hun sin første professionelle rolle i Miss Nefertiti Regrets. Fra 1966 til 1969 spillede hun Tzeitel i Spillemand på en tagryg på Broadway; på dette tidspunkt skete der det uheldige, at hendes søster Judith, som var i New York for at se Midler optræde, blev kørt ihjel af en taxa.
I 1970 begyndte Midler at synge på Continental Baths, en homoseksuel badeanstalt i det indre New York, hvor hun blev gode venner med sin piano-akkompagnatør, Barry Manilow, som producerede hendes første store album, The Divine Miss M i 1973.
I 1974 blev hun tildelt en særlig Tony Award for sine bidrag til Broadway-scenen for Clams on the Half Shell Revue på Palace Theater. I The Rose spillede hun hovedrollen som en narkotikamisbrugende rockstjerne i 1960'erne, baseret på Janis Joplin, og for denne rolle blev hun nomineret til en Oscar for bedste kvindelige hovedrolle.
Hendes manager og kæreste var i en lang periode Aaron Russo.
Midler giftede sig med Martin von Haselberg d. 16. december 1984. De fik en datter, Sophie Frederica Alohilani von Haselberg, født d. 14. november 1986.
I 1986 hyrede instruktøren Paul Mazursky hende til filmen Helt på spanden i Beverly Hills, hvilket blev starten på en resultatrig karriere inden for komedieskuespil. Hun var med i flere andre komedier i de sene 1980'ere – som fx Hvem snører hvem?, Enormt heldig og Big Business.
I 1988 spillede hun med i filmen Beaches.
Hun har vundet fire Grammy Awards, deriblandt Best New Artist i 1973 og den famøse Record of the Year i 1989 for hittet "Wind Beneath My Wings", titelsangen fra Beaches. Hendes version af sangen "From a Distance" fra 1990 indbragte hende også en Grammy og er en anden af hendes bedst kendte sange. I 2004 genforenedes hun med Manilow for at indspille Bette Midler Sings the Rosemary Clooney Songbook, for hvilken hun blev nomineret til en Grammy og som var et af hendes bedst sælgende album i 20 år.
Da Det amerikanske filminstitut afslørede "The 100 years of the Greatest Songs" 22. juni 2004, var to af hendes sange blevet udvalgt af kommissionen: "Wind Beneath My Wings" (#44) og "The Rose" (#83).
Af andre film, hun har medvirket i, kan nævnes Ægteskab for åbent tæppe, For the Boys (for hvilken hun igen blev nomineret til en Oscar), Hocus Pocus, Ekskonernes klub og The Stepford Wives. Blandt hendes TV-værker er en Emmy-nomineret version af Gypsy. 
Midler vandt en Emmy Award i 1992 for sin mindeværdige optræden i den næstsidste episode af The Tonight Show i maj det år, hvori hun sang en følelsesladet "One for My Baby (and One More for the Road)" til Johnny Carson. Der opstod efterfølgende spekulationer om, at der havde været stridigheder mellem Midler og showets eneste anden gæst, Robin Williams, da Midler havde 'stjålet' rampelyset fra Williams.
Hun havde sin egen kortvarige sitcom på CBS: Bette (2000-2001). Selv om seertallene i begyndelsen var høje, faldt de hurtigt, og i showets korte levetid blev både hendes datter (spillet af Lindsay Lohan i forsøgsudsendelsen, derefter af Marina Malota fra tredje afsnit og frem) og hendes mand skiftet ud (Robert Hays efterfulgte Kevin Dunn i det sidste afsnit, der blev sendt). Der var efter sigende problemer bag kulisserne, og serien kørte ikke engang en hel sæson.
I 2003-2004 turnerede Midler med sit nye show Kiss My Brass til udsolgte koncerter rundt i USA. I 2005 blev Kiss My Brass lige så vellykket i Australien. Bette Midlers seneste album, Bette Midler Sings the Peggy Lee Songbook, udkom i oktober 2005.
Midler har medvirket i The Simpsons i episoden "Krusty Gets Kancelled". Midler ses først krydse en motorvej, hvor hun samler skrald, da Bart og Lisa henvender sig til hende for at få hende til at medvirke i et show for at genoplive Krustys døende karriere. Hun har også medvirket i Seinfeld, i episoden "The Understudy", som var sæsonfinale på seriens sjette sæson.

## Velgørenhedsarbejde
I 1995 grundlagde Midler New York Restoration Project, en non-profit-organisation med det formål at genoplive forsømte parker i økonomisk dårlige nabolag i New York. Blandt disse er Highbridge Park, Fort Washington Park og Fort Tryon Park i det øvre Manhattan og Roberto Clemente State Park og Bridge Park i Bronx. 
I 1999 planlagde byen at bortauktionere 114 grønne arealer til kommerciel udvikling. Midler anførte en koalition af miljøorganisationer for at bevare dem. NYRP overtog 60 af de mest forsømte områder. I dag samarbejder Midler og hendes organisation med lokale frivillige og fællesskaber for at sikre at disse områder forbliver sikre og grønne. I 2003 åbnede Midler Swindler Cove Park, en ny, 8093 km² stor offentlig park ved bredden af Harlem River med specialdesignede undervisningsfaciliteter. Organisationen tilbyder gratis miljøundervisning i eller efter skole til elever fra fattige skoler.

## Filmografi
- Hawaii (1966)
- Scarecrow in a Garden of Cucumbers (1972) (stemme)
- The Thorn (1974)
- The Rose (1979)
- Divine Madness! (1980) (koncert film)
- Klædt af til skindet (1982)
- Helt på spanden i Beverly Hills (1986)
- Hvem snører hvem? (1986)
- The Lottery (1987) (novellefilm?)
- Enormt heldig (1987)
- Big Business (1988)
- Oliver & Co. (1988) (stemme)
- Beaches (1988)
- Stella (1990)
- Ægteskab for åbent tæppe (1991)
- For the Boys (1991)
- Hocus Pocus (1993)
- A Century of Cinema (1994) (dokumentar)
- Get Shorty (1995) (Cameo)
- Ekskonernes klub (1996)
- That Old Feeling (1997)
- Get Bruce (1999) (dokumentar)
- Fantasia 2000 (1999)
- Smid Mona i floden (2000)
- Isn't She Great (2000)
- What Women Want (2000)
- The Stepford Wives (2004)

## Album
- 1973 The Divine Miss M
- 1973 Bette Midler
- 1976 Songs for the New Depression
- 1977 Broken Blossom
- 1979 Thighs and Whispers
- 1983 No Frills
- 1985 Mud Will Be Flung Tonight
- 1990 Some People's Lives
- 1995 Bette of Roses
- 1998 Bathhouse Betty
- 2000 Bette
- 2003 Bette Midler Sings the Rosemary Clooney Songbook
- 2005 Bette Midler Sings the Peggy Lee Songbook
- 2006 Cool Yule

### Soundtracks
- 1979 The Rose
- 1980 Divine Madness
- 1988 Beaches soundtrack
- 1991 For the Boys soundtrack
- 1993 Gypsy soundtrack

### Livealbum
- 1977 Live at Last
- 1993 Experience the Divine

## Hitsingler (USA)
- 1972 "Do You Want To Dance?" POP: #17; AC: #8
- 1973 "Boogie Woogie Bugle Boy" POP: #8; AC: #1
- 1973 "Friends"/"Chapel Of Love" POP: #40; AC: #9 (kun "Friends")
- 1974 "In The Mood" POP: #51; AC: #18
- 1976 "Strangers In The Night" AC: #45
- 1976 "Old Cape Cod" AC: #36
- 1977 "You're Movin' Out Today" POP: #42; AC: #11
- 1978 "Storybook Children (Daybreak)" POP: #57; AC: #37
- 1979 "Married Men" POP: #40
- 1980 "When A Man Loves A Woman" POP: #35
- 1980 "The Rose" POP: #3, AC: #1 <GULD>
- 1980 "My Mother's Eyes" POP: #39; AC: #8
- 1983 "All I Need To Know" POP: #77; AC: #39 (samme sang som "Don't Know Much" af Linda Ronstadt og Aaron Neville)
- 1983 "Favourite Waste Of Time" POP: #78
- 1984 "Beast Of Burden" POP: #71
- 1989 "Wind Beneath My Wings" POP: #1; AC: #2 <PLATIN>
- 1990 "From A Distance" POP: #2; AC: #1 <PLATIN>
- 1991 "Night And Day" POP: #62; AC: #15
- 1991 "The Gift Of Love" AC: #19
- 1991 "Every Road Leads Back To You" POP: #78; AC: #15
- 1992 "In My Life" AC: #20
- 1998 "My One True Friend" AC: #16
- 1999 "I'm Beautiful" DANCE CLUB PLAY: #4; POP SINGLES SALES: #60